# Dayle Haddon

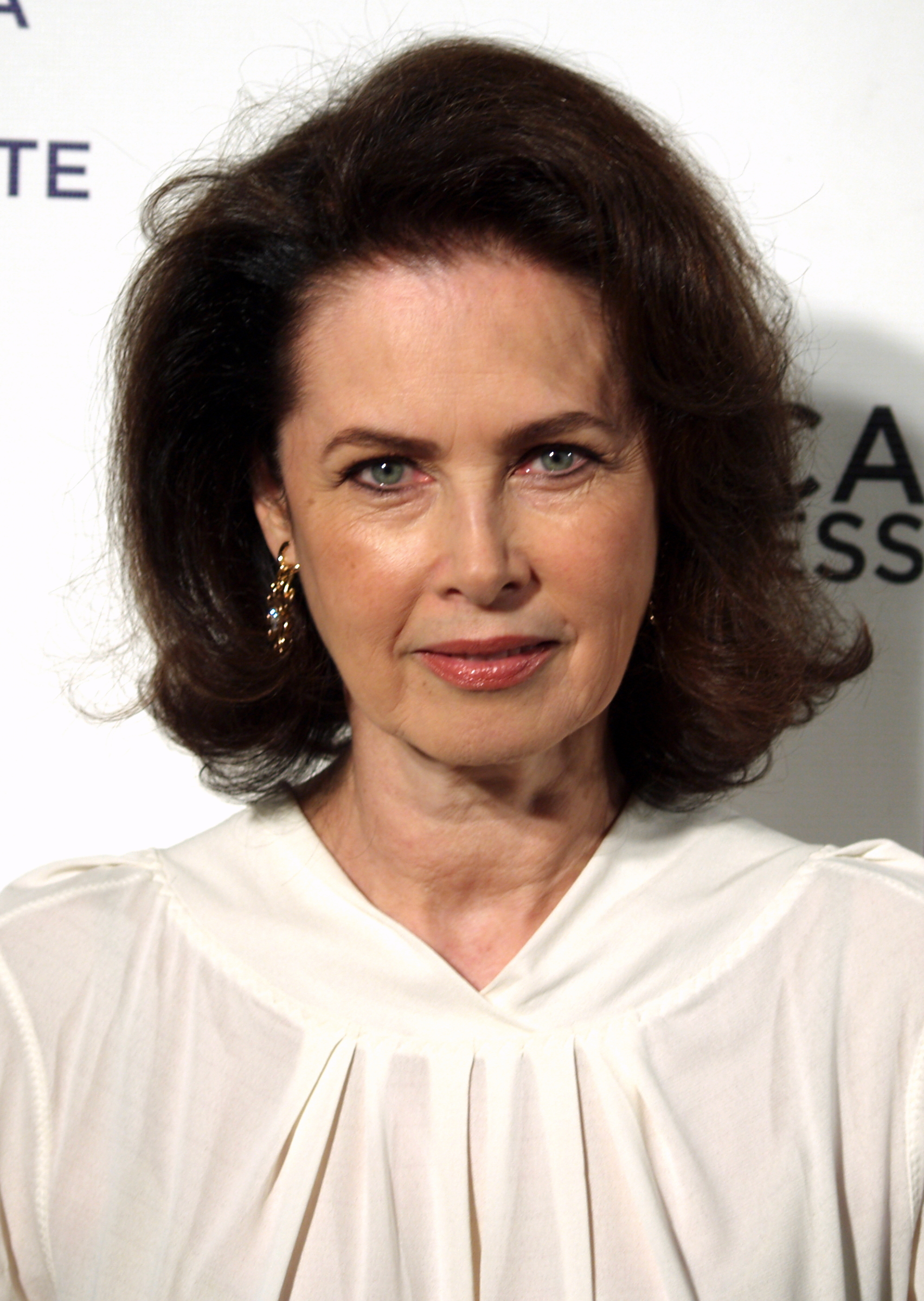
Dayle Haddon (2008)

Dayle Haddon (* 26. Mai 1948 in Montreal, Québec; † 27. Dezember 2024 in Bucks County, Pennsylvania) war eine kanadische Schauspielerin und Model.

## Leben
Sie erhielt mit fünf Jahren eine Tanzausbildung an der École des Ballets in Montreal und galt schon acht Jahre später als anerkannte Balletttänzerin. In den beginnenden 1960er Jahren trat sie zusammen mit den Mitgliedern des Bolschoi- und Kirow-Balletts auf deren Kanadatourneen auf.
Eine New Yorker Agentur entdeckte sie als Model. Haddon nahm in New York zudem Schauspielunterricht am Group Theatre bei Sanford Meisner. Sie erhielt ab den 1970er Jahren sowohl in US-amerikanischen und kanadischen als auch in italienischen und französischen Produktionen Hauptrollen. Besonders in dem deutschen Film Zwei Frauen war sie auch als Charakterdarstellerin gefordert. Sie arbeitete weiterhin als Model und warb für Kosmetikprodukte von L’Oréal.
Im April 1973 erschienen Bilder von ihr im amerikanischen Playboy.
Haddon starb im Alter von 76 Jahren infolge eines Kohlenstoffmonoxid-Unfalls in einem Haus, einer ehemaligen Remise aus dem Jahr 1711, in Bucks County im US-Bundesstaat Pennsylvania, das ihrer Tochter Ryan Haddon und ihrem Schwiegersohn Marc Blucas gehörte. Blucas’ ebenfalls 76-jähriger Vater wurde in demselben Gebäude mit schweren Vergiftungserscheinungen lebend aufgefunden.

## Filmografie
- 1973: Big Boy – Der aus dem Dschungel kam (The World’s Greatest Athlete)
- 1973: Der Westentaschen-Cowboy (Paperback Hero)
- 1974: La cugina
- 1975: Ran an die hübsche Paukerin (La supplente)
- 1975: Hetzjagd ohne Gnade (La città gioca d’azzardo)
- 1976: Müssen Männer schön sein? (40 gradi all’ombra del lenzuolo)
- 1976: Spermula
- 1977: Maschio latino cercasi
- 1977: Madame Claude und ihre Gazellen (Madame Claude)
- 1978: Le dernier amant romantique
- 1979: Die Bullen von Dallas (North Dallas Forty)
- 1983: Wespennest (La crime)
- 1984: Der Zeuge der Nacht (Bedroom Eyes)
- 1984: Duett zu Dritt (Les paroles et musique)
- 1986: Das Geheimnis der goldenen Rose (Roses de Matmata)
- 1989: Cyborg
- 1989: Zwei Frauen
- 1992: Hilfe, Mami dreht durch! (Unbecoming Age)
- 1994: Bullets Over Broadway
- 1995: Tilt-A-Whirl
- 1995: Fiesta
- 1998: Celebrity